# Octavio Arizmendi Posada
Octavio Arizmendi Posada (Yarumal, Antioquia, 29 de julio de 1934-Medellín, 14 de noviembre de 2004), fue un político conservador, abogado y educador colombiano. 
Fue Gobernador de Antioquia (1965-68), Ministro de Educación (1968-70) y senador por Antioquia (1974-78). Primer Rector de la Universidad de la Sabana y profesor de Ciencia Política, fue autor de varios libros sobre política e historia, en donde demostró, sobre todo, su profunda admiración por las ideas del Libertador, Simón Bolívar.

## Biografía
Nació en Yarumal y estudió Derecho en la Universidad de Antioquia, especializándose en Administración Pública y Desarrollo en la Universidad de Harvard. Fue el primer director de la División de Cooperativas de la Federación de Cafeteros. Representante en la Baja Cámara desde 1962 a 1966, fue gobernador de Antioquia entre 1965 y 1968 por elección del presidente conservador Guillermo León Valencia; y ministro de Educación del gobierno frentenacionalista de Carlos Lleras Restrepo, desde este año hasta 1970. 
Fundador de Turantioquia y de la Corporación Forestal de Antioquia (Corforestal), participó en la creación de Coldeportes, Colcultura, Colciencias, el Instituto Colombiano para el Fomento de la Educación Superior (ICFES), los INEM y los fondos educativos regionales (FER). Fue signatario por Colombia y primer secretario ejecutivo del Convenio Andrés Bello entre 1972 y 1974, y senador por Antioquia (1974-78). Participó en la fundación de la Universidad de la Sabana, de la que fue gestor y primer rector durante diez años (entre 1979 y 89). También fue presidente de la Asociación de Amigos de esta universidad y profesor de Ciencia Política. 
En 1997, fundó, junto al poeta Sergio Esteban Vélez, la Academia Antioqueña de Letras, en la cual congregó, durante más de un lustro, a los principales humanistas de Antioquia. Era miembro de la Sociedad Bolivariana de Colombia, de la Sociedad Bolivariana de Antioquia y de la Academia Colombiana de Educación, y pertenecía al Opus Dei como numerario desde 1954. Era hermano mayor del periodista Darío Arizmendi y del escritor y humanista Ignacio Arizmendi Posada.  La biblioteca de la Universidad de la Sabana lleva su nombre. 
Nunca se casó ni tuvo hijos, y falleció el 14 de noviembre de 2004 en Medellín, a los 70 años de edad, producto de una leucemia.

### Biografía
- Forero Gutiérrez, Alfonso, Octavio Arizmendi Posada: un humanista ejemplar, Chía, Universidad de la Sabana, 2010, 1ª, 124 pp. ISBN 9789581202713.
- Uribe, Álvaro, Palabras del Presidente Álvaro Uribe en el homenaje póstumo a Octavio Arizmendi Posada, Díkaion: revista de fundamentación jurídica, vol. XIX, núm. 14 (noviembre de 2005), pp. 11-12.

### Obras publicadas
- La transformación educativa nacional (1969)
- Parlamento y subdesarrollo de la América Latina (1972)
- Políticas contra el desempleo (1973)
- La comunidad educativa escolar (1974)
- Universidad y Valores (1992)